# شمس‌آباد (جهانگیری)
شمس‌آباد روستایی در دهستان جهانگیری بخش مرکزی شهرستان مسجدسلیمان استان خوزستان ایران است.

## جمعیت
بر پایه سرشماری عمومی نفوس و مسکن در سال ۱۳۹۵ جمعیت این روستا کمتر از ۳ خانوار بوده‌است.